# 張邦泰
張邦泰（？—？），江西泰和县人，清朝政治人物。举人出身。
道光二十七年十月，擔任清朝廣東省潮州府豐順縣知縣。后由蔣成躁接任。